# Kameane-Sluceanske, Sarnî
Kameane-Sluceanske (în ucraineană Кам'яне-Случанське) este o comună în raionul Sarnî, regiunea Rivne, Ucraina, formată numai din satul de reședință.

## Demografie
Componența lingvistică a comunei Kameane-Sluceanske
     Ucraineană (99,85%)
     Alte limbi (0,07%)
Conform recensământului din 2001, majoritatea populației comunei Kameane-Sluceanske era vorbitoare de ucraineană (99,85%), existând în minoritate și vorbitori de alte limbi.